# Império do Espírito Santo dos Biscoitos

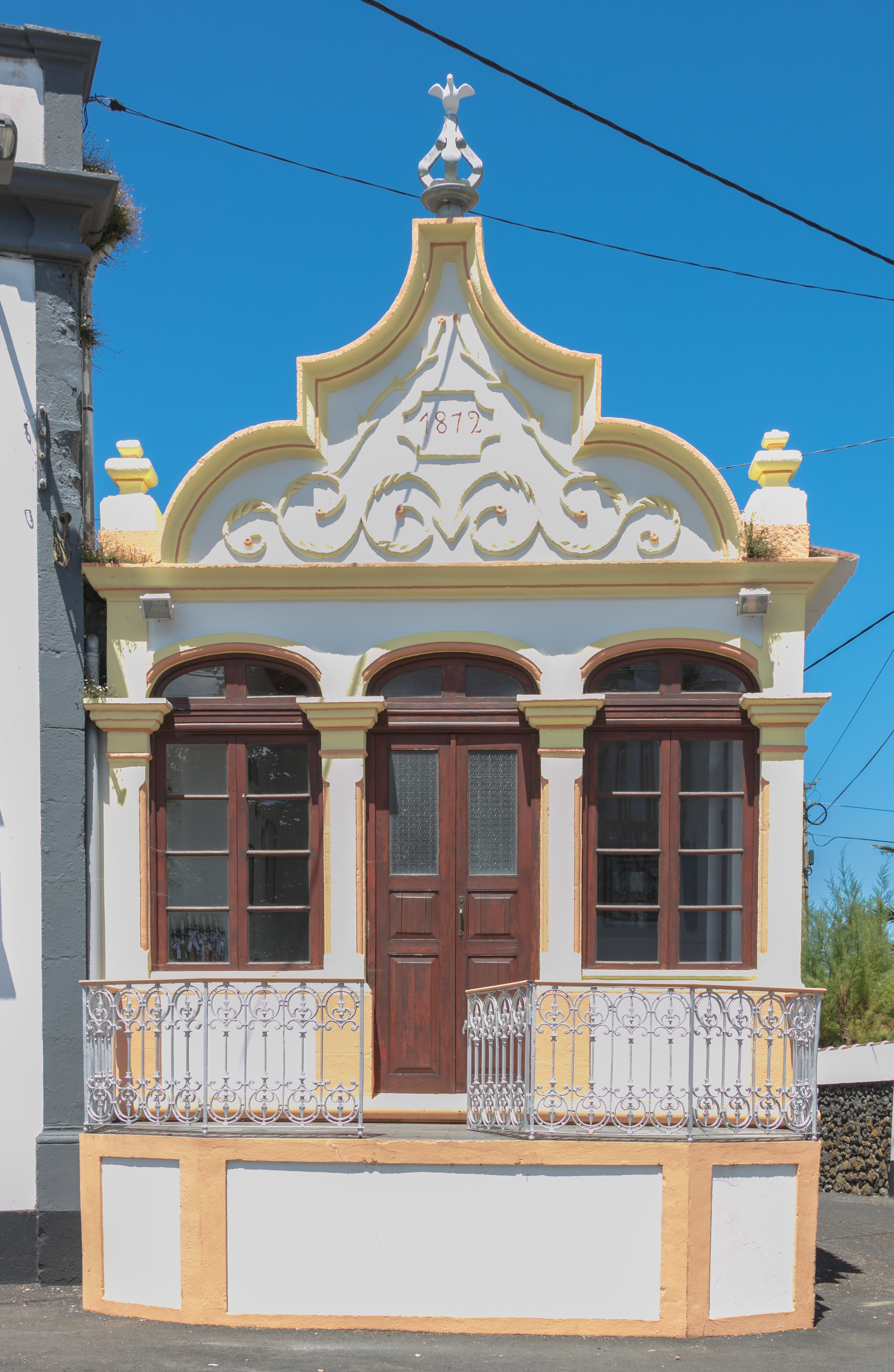
Império do Espírito Santo dos Biscoitos.

O Império do Espírito Santo dos Biscoitos, também referido como Império do Caminho do Concelho, localiza-se na freguesia dos Biscoitos, concelho da Praia da Vitória, na ilha Terceira, Região Autónoma dos Açores, em Portugal.

## História
Este Império do Espírito Santo foi fundado em 1872, conforme data inscrita sobre a sua portada.